# SC Rot-Weiß Oberhausen-Rhld. 1904 2011-2012
Questa voce raccoglie le informazioni riguardanti il SC Rot-Weiß Oberhausen-Rhld. 1904 nelle competizioni ufficiali della stagione 2011-2012.

## Stagione
Nella stagione 2011-2012 il Rot Weiss Oberhausen, allenato da Theo Schneider e Peter Kunkel, concluse il campionato di 3. Liga al 19º posto e fu retrocesso in Regionalliga. In Coppa di Germania il Rot Weiss Oberhausen fu eliminato al primo turno dall'Augusta.

## Rosa
| N. |                                 | Ruolo | Calciatore           |
| -- | ------------------------------- | ----- | -------------------- |
| 1  | Germania (bandiera)             | P     | Michael Melka        |
| 3  | Germania (bandiera)             | D     | Benjamin Weigelt     |
| 4  | Grecia (bandiera)               | D     | Dimitrios Pappas     |
| 5  | Germania (bandiera)             | C     | Yohannes Bahcecioglu |
| 6  | Germania (bandiera)             | C     | Mario Klinger        |
| 7  | Germania (bandiera)             | C     | Nedim Hasanbegović   |
| 8  | Germania (bandiera)             | D     | Benjamin Reichert    |
| 10 | Italia (bandiera)               | A     | Mike Terranova       |
| 13 | Germania (bandiera)             | C     | Marvin Grumann       |
| 14 | Bosnia ed Erzegovina (bandiera) | D     | Esad Razić           |
| 15 | Germania (bandiera)             | C     | Danijel Gatarić      |
| 16 | Germania (bandiera)             | A     | Jannis Schliesing    |
| 17 | Germania (bandiera)             | D     | Kevin Corvers        |
| 18 | Germania (bandiera)             | D     | Jeff Gyasi           |
| 19 | Germania (bandiera)             | A     | Marvin Ellmann       |
| 20 | Germania (bandiera)             | C     | Florian Abel         |
| 21 | Germania (bandiera)             | C     | Timo Kunert          |

| N. |                       | Ruolo | Calciatore         |
| -- | --------------------- | ----- | ------------------ |
| 22 | Germania (bandiera)   | P     | Niklas Hartmann    |
| 23 | Germania (bandiera)   | D     | Felix Schiller     |
| 24 | Germania (bandiera)   | D     | Tobias Willers     |
| 25 | Germania (bandiera)   | A     | Junior Torunarigha |
| 26 | Costa Rica (bandiera) | D     | Felicio Brown      |
| 29 | Germania (bandiera)   | A     | David Jansen       |
| 30 | Germania (bandiera)   | C     | Serkan Göcer       |
| 31 | Germania (bandiera)   | D     | Dominik Borutzki   |
| 32 | Germania (bandiera)   | A     | Fatih Candan       |
| 33 | Germania (bandiera)   | P     | Thorben Krol       |
| 35 | Germania (bandiera)   | P     | Semih Demirhat     |
| 36 | Germania (bandiera)   | D     | Kevin Kolberg      |
| 38 | Germania (bandiera)   | A     | Kevin Menke        |
| 39 | Germania (bandiera)   | C     | Alexander Scheelen |
| 40 | Germania (bandiera)   | C     | Kevin Steuke       |
| 44 | Germania (bandiera)   | C     | Anel Džaka         |
|    | Germania (bandiera)   | D     | Fatih Duran        |

## Organigramma societario
Area tecnica
- Allenatore: Mario Basler, Peter Kunkel
- Allenatore in seconda: Oliver Adler
- Preparatore dei portieri: Michael Gibhardt
- Preparatori atletici: Kader Schöffmann

## Calciomercato

### Sessione estiva
| Acquisti | Acquisti             | Acquisti             | Acquisti |
| R.       | Nome                 | da                   | Modalità |
| -------- | -------------------- | -------------------- | -------- |
| C        | Kevin Steuke         | RW Oberhausen U19    |          |
| D        | Felicio Brown        | Carl Zeiss Jena      |          |
| D        | Fatih Duran          | TuRU Düsseldorf      |          |
| C        | Serkan Göcer         | Coblenza II          |          |
| P        | Niklas Hartmann      | Arminia Bielefeld    |          |
| C        | Nedim Hasanbegović   | Borussia Dortmund II |          |
| A        | Christopher Kullmann | Borussia Dortmund II |          |
| C        | Timo Kunert          | Sportfreunde Lotte   |          |
| P        | Michael Melka        | Fortuna Düsseldorf   |          |
| D        | Esad Razić           | TOP Oss              |          |
| D        | Felix Schiller       | Werder Brema II      |          |
| A        | Jannis Schliesing    | RW Oberhausen U19    |          |
| A        | Junior Torunarigha   | Hertha Berlino II    |          |
| D        | Tobias Willers       | Sportfreunde Lotte   |          |

| Cessioni | Cessioni          | Cessioni               | Cessioni |
| R.       | Nome              | a                      | Modalità |
| -------- | ----------------- | ---------------------- | -------- |
| D        | Dominik Borutzki  | RW Oberhausen II       |          |
| A        | Musa Çelik        | Uerdingen 05           |          |
| D        | Daniel Embers     | Homberg                |          |
| C        | Daniel Gordon     | FSV Francoforte        |          |
| C        | Markus Kaya       | Velbert                |          |
| A        | Ronny König       | Erzgebirge Aue         |          |
| C        | Tim Kruse         | Saarbrücken            |          |
| A        | Moses Lamidi      | Karlsruhe              |          |
| C        | Marcel Landers    | Wuppertal              |          |
| C        | Oliver Petersch   | Eintracht Braunschweig |          |
| P        | Sören Pirson      | Ergotelīs              |          |
| D        | Steven Ruprecht   | Hallescher             |          |
| D        | Thomas Schlieter  | Wuppertal              |          |
| C        | Genrïx Şmïdtgal'  | Greuther Fürth         |          |
| C        | Patrick Schönfeld | Arminia Bielefeld      |          |

### Sessione invernale
| Acquisti | Acquisti     | Acquisti  | Acquisti |
| R.       | Nome         | da        | Modalità |
| -------- | ------------ | --------- | -------- |
| A        | David Jansen | Paderborn |          |

| Cessioni | Cessioni             | Cessioni          | Cessioni |
| R.       | Nome                 | a                 | Modalità |
| -------- | -------------------- | ----------------- | -------- |
| A        | Christopher Kullmann | Arminia Bielefeld |          |

## Risultati

### 3. Liga

#### Girone di andata
| Arbitro: | Christ |

|                               |           |                                   |
| Glasner 25’, 86’ Eberlein 75’ | Marcatori | 39’ (rig.) Terranova 90’ Kullmann |

| Oberhausen 2 agosto 2011, ore 19:00 CEST 2ª giornata | RW Oberhausen | 0 – 0 referto | Saarbrücken | Niederrheinstadion (4 579 spett.)\| Arbitro: \| Petersen \| |
| Arbitro:                                             | Petersen      |               |             |                                                             |

| Arbitro: | Zwayer |

|                |           |  |
| Vunguidica 51’ | Marcatori |  |

| Arbitro: | Dittrich |

|  |           |                                |
|  | Marcatori | 11’, 15’ Spann 70’ Schnatterer |

| Arbitro: | Osmers |

|          |           |  |
| Hahn 54’ | Marcatori |  |

| Arbitro: | Kunzmann |

|              |           |  |
| Kullmann 10’ | Marcatori |  |

| Arbitro: | Kampka |

|             |           |  |
| Aydemir 79’ | Marcatori |  |

| Arbitro: | Brand |

|                                        |           |          |
| Kullmann 9’ Ellmann 30’ Brown 31’, 84’ | Marcatori | 79’ Dorn |

| Arbitro: | Alt |

|             |           |                      |
| Ellmann 72’ | Marcatori | 10’ Šimák 34’ Miatke |

| Arbitro: | Göpferich |

|            |           |  |
| Müller 87’ | Marcatori |  |

| Arbitro: | Siewer |

|             |           |           |
| Willers 19’ | Marcatori | 43’ Nagel |

| Arbitro: | Helwig |

|             |           |           |
| Hemlein 73’ | Marcatori | 58’ Brown |

| Arbitro: | Kinhöfer |

|              |           |              |
| Kullmann 21’ | Marcatori | 25’ Beermann |

| Aalen 22 ottobre 2011, ore 14:00 CEST 14ª giornata | Aalen | 0 – 0 referto | RW Oberhausen | Scholz-Arena (2 507 spett.)\| Arbitro: \| Stein \| |
| Arbitro:                                           | Stein |               |               |                                                    |

| Arbitro: | Dietz |

|             |           |           |
| Willers 89’ | Marcatori | 44’ Baier |

| Arbitro: | Rohde |

|                              |           |  |
| Rahn 42’ Klos 51’ Riemer 75’ | Marcatori |  |

| Arbitro: | Jablonski |

|                     |           |           |
| Pappas 12’ Abel 59’ | Marcatori | 47’ Salem |

| Ratisbona 26 novembre 2011, ore 14:00 CET 18ª giornata | Jahn Ratisbona | 0 – 0 referto | RW Oberhausen | Jahnstadion (3 321 spett.)\| Arbitro: \| Gerach \| |
| Arbitro:                                               | Gerach         |               |               |                                                    |

| Arbitro: | Ittrich |

|  |           |               |
|  | Marcatori | 56’ Reichwein |

#### Girone di ritorno
| Arbitro: | Brand |

|                                            |           |                      |
| Ziemer 45’ Wurtz 51’, 57’, 77’ Salifou 82’ | Marcatori | 3’ Klinger 72’ Brown |

| Arbitro: | Sönder |

|                                 |           |  |
| Terranova 8’ (rig.) Ellmann 39’ | Marcatori |  |

| Arbitro: | Sippel |

|                      |           |                              |
| Jansen 30’ Göcer 90’ | Marcatori | 56’ N'Diaye 83’ (rig.) Kühne |

| Arbitro: | Kunzmann |

|           |           |  |
| Rühle 85’ | Marcatori |  |

| Arbitro: | Beitinger |

|              |           |              |
| Schiller 45’ | Marcatori | 58’ Testroet |

| Arbitro: | Dittrich |

|               |           |                         |
| Amachaibou 8’ | Marcatori | 39’ Terranova 62’ Brown |

| Arbitro: | Dankert |

|                      |           |                     |
| Willers 2’ Džaka 69’ | Marcatori | 41’ Tüting 62’ Fink |

| Arbitro: | Gerach |

|                    |           |                 |
| Kandziora 18’, 54’ | Marcatori | 27’ Torunarigha |

| Jena 3 marzo 2012, ore 14:00 CET 28ª giornata | Carl Zeiss Jena | 0 – 0 referto | RW Oberhausen | Ernst-Abbe-Sportfeld (5 688 spett.)\| Arbitro: \| Steuer \| |
| Arbitro:                                      | Steuer          |               |               |                                                             |

| Arbitro: | Steinberg |

|           |           |  |
| Brown 52’ | Marcatori |  |

| Arbitro: | Dietz |

|  |           |               |
|  | Marcatori | 44’ Terranova |

| Arbitro: | Seidel |

|                 |           |               |
| Jansen 27’, 30’ | Marcatori | 48’ Benyamina |

| Arbitro: | Siebert |

|              |           |           |
| Hennings 45’ | Marcatori | 62’ Džaka |

| Oberhausen 7 aprile 2012, ore 14:00 CEST 33ª giornata | RW Oberhausen | 0 – 0 referto | Aalen | Niederrheinstadion (4 055 spett.)\| Arbitro: \| Metzen \| |
| Arbitro:                                              | Metzen        |               |       |                                                           |

| Arbitro: | Aarnink |

|                    |           |            |
| Gaebler 12’ (rig.) | Marcatori | 39’ Jansen |

| Arbitro: | Christ |

|  |           |            |
|  | Marcatori | 36’ Hornig |

| Arbitro: | Dietz |

|            |           |  |
| Janjić 39’ | Marcatori |  |

| Arbitro: | Blos |

|            |           |                             |
| Jansen 63’ | Marcatori | 71’ Schlauderer 74’ Laurito |

| Arbitro: | Petersen |

|                                   |           |  |
| Morabit 36’, 61’ Drexler 52’, 85’ | Marcatori |  |

### Coppa di Germania
| Arbitro: | Fritz |

|              |           |                            |
| Kullmann 24’ | Marcatori | 31’ Verhaegh 120’ De Roeck |

## Statistiche

### Statistiche di squadra
| Competizione      | Punti | In casa | In casa | In casa | In casa | In casa | In casa | In trasferta | In trasferta | In trasferta | In trasferta | In trasferta | In trasferta | Totale | Totale | Totale | Totale | Totale | Totale | DR  |
| Competizione      | Punti | G       | V       | N       | P       | Gf      | Gs      | G            | V            | N            | P            | Gf           | Gs           | G      | V      | N      | P      | Gf     | Gs     | DR  |
| ----------------- | ----- | ------- | ------- | ------- | ------- | ------- | ------- | ------------ | ------------ | ------------ | ------------ | ------------ | ------------ | ------ | ------ | ------ | ------ | ------ | ------ | --- |
| 3. Liga           | 38    | 19      | 6       | 8       | 5       | 22      | 20      | 19           | 2            | 6            | 11           | 11           | 27           | 38     | 8      | 14     | 16     | 33     | 47     | -14 |
| Coppa di Germania | -     | 1       | 0       | 0       | 1       | 1       | 2       | 0            | 0            | 0            | 0            | 0            | 0            | 1      | 0      | 0      | 1      | 1      | 2      | -1  |
| Totale            | 38    | 20      | 6       | 8       | 6       | 23      | 22      | 19           | 2            | 6            | 11           | 11           | 27           | 39     | 8      | 14     | 17     | 34     | 49     | -15 |

### Andamento in campionato
| Giornata  | 1  | 2  | 3  | 4  | 5  | 6  | 7  | 8  | 9  | 10 | 11 | 12 | 13 | 14 | 15 | 16 | 17 | 18 | 19 | 20 | 21 | 22 | 23 | 24 | 25 | 26 | 27 | 28 | 29 | 30 | 31 | 32 | 33 | 34 | 35 | 36 | 37 | 38 |
| --------- | -- | -- | -- | -- | -- | -- | -- | -- | -- | -- | -- | -- | -- | -- | -- | -- | -- | -- | -- | -- | -- | -- | -- | -- | -- | -- | -- | -- | -- | -- | -- | -- | -- | -- | -- | -- | -- | -- |
| Luogo     | T  | C  | T  | C  | T  | C  | T  | C  | C  | T  | C  | T  | C  | T  | C  | T  | C  | T  | C  | T  |    | C  | T  | C  | T  | C  | T  | T  | C  | T  | C  | T  | C  | T  | C  | T  | C  | T  |
| Risultato | P  | N  | P  | P  | P  | V  | P  | V  | P  | P  | N  | N  | N  | N  | N  | P  | V  | N  | P  | P  |    | N  | P  | N  | V  | N  | P  | N  | V  | V  | V  | N  | N  | N  | P  | P  | P  | P  |
| Posizione | 14 | 15 | 17 | 19 | 19 | 17 | 17 | 17 | 17 | 18 | 17 | 17 | 17 | 18 | 19 | 19 | 18 | 18 | 18 | 18 | 18 | 18 | 18 | 18 | 18 | 18 | 18 | 18 | 18 | 18 | 16 | 17 | 17 | 17 | 18 | 18 | 18 | 19 |

Legenda:

Luogo: C = Casa; T = Trasferta. Risultato: V = Vittoria; N = Pareggio; P = Sconfitta.

### Statistiche dei giocatori
!! colspan="4" | Totale

| Giocatore       | 3. Liga  | 3. Liga | 3. Liga     | 3. Liga    | Coppa di Germania F. Abel | Coppa di Germania F. Abel | Coppa di Germania F. Abel | Coppa di Germania F. Abel | 12       | 1    | 2           | 0          | 0 | 0 | 0 | 0 | 12 | 1 | 2 | 0 |
| Giocatore       | Presenze | Reti    | Ammonizioni | Espulsioni | Presenze                  | Reti                      | Ammonizioni               | Espulsioni                | Presenze | Reti | Ammonizioni | Espulsioni |   |   |   |   |    |   |   |   |
| Y. Bahcecioglu  | 5        | 0       | 0           | 0          | 1                         | 0                         | 0                         | 0                         | 6        | 0    | 0           | 0          |   |   |   |   |    |   |   |   |
| D. Borutzki     | 6        | 0       | 0           | 0          | 0                         | 0                         | 0                         | 0                         | 6        | 0    | 0           | 0          |   |   |   |   |    |   |   |   |
| F. Brown        | 34       | 6       | 10          | 0          | 1                         | 0                         | 0                         | 0                         | 35       | 6    | 10          | 0          |   |   |   |   |    |   |   |   |
| F. Candan       | 6        | 0       | 1           | 0          | 0                         | 0                         | 0                         | 0                         | 6        | 0    | 1           | 0          |   |   |   |   |    |   |   |   |
| K. Corvers      | 1        | 0       | 1           | 0          | 0                         | 0                         | 0                         | 0                         | 1        | 0    | 1           | 0          |   |   |   |   |    |   |   |   |
| S. Demirhat     | 0        | 0       | 0           | 0          | 0                         | 0                         | 0                         | 0                         | 0        | 0    | 0           | 0          |   |   |   |   |    |   |   |   |
| F. Duran        | 5        | 0       | 1           | 0          | 1                         | 0                         | 0                         | 0                         | 6        | 0    | 1           | 0          |   |   |   |   |    |   |   |   |
| A. Džaka        | 16       | 2       | 7           | 0          | 0                         | 0                         | 0                         | 0                         | 16       | 2    | 7           | 0          |   |   |   |   |    |   |   |   |
| M. Ellmann      | 25       | 3       | 4           | 0          | 0                         | 0                         | 0                         | 0                         | 25       | 3    | 4           | 0          |   |   |   |   |    |   |   |   |
| D. Gatarić      | 24       | 0       | 5           | 0          | 1                         | 0                         | 0                         | 0                         | 25       | 0    | 5           | 0          |   |   |   |   |    |   |   |   |
| M. Grumann      | 2        | 0       | 0           | 0          | 0                         | 0                         | 0                         | 0                         | 2        | 0    | 0           | 0          |   |   |   |   |    |   |   |   |
| J. Gyasi        | 29       | 0       | 8           | 2          | 1                         | 0                         | 0                         | 0                         | 30       | 0    | 8           | 2          |   |   |   |   |    |   |   |   |
| S. Göcer        | 14       | 1       | 3           | 0          | 0                         | 0                         | 0                         | 0                         | 14       | 1    | 3           | 0          |   |   |   |   |    |   |   |   |
| N. Hartmann     | 8        | 0       | 0           | 0          | 0                         | 0                         | 0                         | 0                         | 8        | 0    | 0           | 0          |   |   |   |   |    |   |   |   |
| N. Hasanbegović | 13       | 0       | 4           | 0          | 1                         | 0                         | 0                         | 0                         | 14       | 0    | 4           | 0          |   |   |   |   |    |   |   |   |
| D. Jansen       | 14       | 5       | 2           | 0          | 0                         | 0                         | 0                         | 0                         | 14       | 5    | 2           | 0          |   |   |   |   |    |   |   |   |
| M. Klinger      | 15       | 1       | 2           | 0          | 1                         | 0                         | 1                         | 0                         | 16       | 1    | 3           | 0          |   |   |   |   |    |   |   |   |
| K. Kolberg      | 0        | 0       | 0           | 0          | 0                         | 0                         | 0                         | 0                         | 0        | 0    | 0           | 0          |   |   |   |   |    |   |   |   |
| T. Krol         | 0        | 0       | 0           | 0          | 0                         | 0                         | 0                         | 0                         | 0        | 0    | 0           | 0          |   |   |   |   |    |   |   |   |
| C. Kullmann     | 18       | 4       | 1           | 0          | 1                         | 1                         | 0                         | 0                         | 19       | 5    | 1           | 0          |   |   |   |   |    |   |   |   |
| T. Kunert       | 20       | 0       | 1           | 1          | 1                         | 0                         | 1                         | 0                         | 21       | 0    | 2           | 1          |   |   |   |   |    |   |   |   |
| M. Melka        | 30       | 0       | 4           | 0          | 1                         | 0                         | 0                         | 0                         | 31       | 0    | 4           | 0          |   |   |   |   |    |   |   |   |
| K. Menke        | 0        | 0       | 0           | 0          | 0                         | 0                         | 0                         | 0                         | 0        | 0    | 0           | 0          |   |   |   |   |    |   |   |   |
| D. Pappas       | 33       | 1       | 8           | 1          | 1                         | 0                         | 1                         | 0                         | 34       | 1    | 9           | 1          |   |   |   |   |    |   |   |   |
| E. Razić        | 9        | 0       | 1           | 1          | 0                         | 0                         | 0                         | 0                         | 9        | 0    | 1           | 1          |   |   |   |   |    |   |   |   |
| B. Reichert     | 20       | 0       | 7           | 0          | 1                         | 0                         | 0                         | 0                         | 21       | 0    | 7           | 0          |   |   |   |   |    |   |   |   |
| A. Scheelen     | 15       | 0       | 3           | 0          | 0                         | 0                         | 0                         | 0                         | 15       | 0    | 3           | 0          |   |   |   |   |    |   |   |   |
| F. Schiller     | 30       | 1       | 3           | 1          | 1                         | 0                         | 0                         | 0                         | 31       | 1    | 3           | 1          |   |   |   |   |    |   |   |   |
| J. Schliesing   | 14       | 0       | 2           | 0          | 0                         | 0                         | 0                         | 0                         | 14       | 0    | 2           | 0          |   |   |   |   |    |   |   |   |
| K. Steuke       | 6        | 0       | 1           | 0          | 0                         | 0                         | 0                         | 0                         | 6        | 0    | 1           | 0          |   |   |   |   |    |   |   |   |
| M. Terranova    | 34       | 4       | 4           | 0          | 1                         | 0                         | 1                         | 0                         | 35       | 4    | 5           | 0          |   |   |   |   |    |   |   |   |
| J. Torunarigha  | 20       | 1       | 2           | 0          | 0                         | 0                         | 0                         | 0                         | 20       | 1    | 2           | 0          |   |   |   |   |    |   |   |   |
| B. Weigelt      | 15       | 0       | 0           | 0          | 0                         | 0                         | 0                         | 0                         | 15       | 0    | 0           | 0          |   |   |   |   |    |   |   |   |
| T. Willers      | 34       | 3       | 8           | 0          | 0                         | 0                         | 0                         | 0                         | 34       | 3    | 8           | 0          |   |   |   |   |    |   |   |   |